# Club Aurora
Club Aurora is een Boliviaanse voetbalclub uit Cochabamba. De club werd opgericht op 27 mei 1935. De thuiswedstrijden worden in het Estadio Félix Capriles gespeeld, dat plaats biedt aan 32.000 toeschouwers. De clubkleuren zijn blauw-wit.

## Erelijst
Nationaal
- Liga Boliviano

Winnaar: 2008-Clausura
Runner up: 2004-Apartura
- Copa Simón Bolívar

Winnaar: 1963, 2002
Runner up: 1960, 1961, 1964, 2000

## Bekende (oud-)spelers
Always Ready ·
Atlético Palmaflor ·
Aurora · 
Blooming · 
Bolívar · 
Guabirá · 
Independiente Petrolero · 
Jorge Wilstermann · 
Libertad Gran Mamoré · 
Nacional Potosí · 
Oriente Petrolero · 
Real Santa Cruz · 
Real Tomayapo · 
Royal Pari ·  
The Strongest · 
Universitario de Vinto · 
Vaca Díez ·